# Bradley Grobler
Bradley Allan Grobler (Johannesburg, 25 januari 1988) is een Zuid-Afrikaans voetballer die bij voorkeur als aanvaller speelt. Hij verruilde in januari 2013 Ajax Cape Town voor Supersport United. Grobler debuteerde in 2011 in het Zuid-Afrikaans voetbalelftal, tegen Zimbabwe. Hij scoorde tijdens zijn interlanddebuut.